# Adriana Ceci
Adriana Ceci (ur. 9 grudnia 1942 w Barletcie) – włoska polityk, lekarka i nauczycielka akademicka, posłanka do Izby Deputowanych, posłanka do Parlamentu Europejskiego III kadencji.

## Życiorys
W 1966 ukończyła studia medyczne na Uniwersytecie w Bari. Specjalizowała się w pediatrii oraz hematologii klinicznej i laboratoryjnej. Podjęła pracę w klinice pediatrii na macierzystym uniwersytecie, doszła do stanowiska profesorskiego. Zajmowała się hematologią dziecięcą, publikowała również prace naukowe. Udzielała się jako koordynatorka projektów badawczych, współtworzyła krajowe stowarzyszenie farmakoekonomiki. Działała w państwowych instytucjach badających leki i ich ceny, jak również w Europejskiej Agencji Leków.
Działała we Włoskiej Partii Komunistycznej (w 1991 przekształconej w Demokratyczną Partię Lewicy), była m.in. członkinią komitetu centralnego PCI. W 1983 i 1987 wybierano ją do Izby Deputowanych IX i X kadencji. W 1989 uzyskała mandat posłanki do Parlamentu Europejskiego, który sprawowała do 1994. Przystąpiła początkowo do Grupy Zjednoczonej Lewicy Europejskiej, w styczniu 1993 przeszła do frakcji socjalistycznej (podobnie jak reszta przedstawicieli jej partii). Była wiceprzewodniczącą Delegacji ds. stosunków z Albanią, Bułgarią i Rumunią (1992–1994), a także członkinią Komisji ds. Kwestii Prawnych i Praw Obywatelskich oraz Komisji ds. Środowiska Naturalnego, Zdrowia Publicznego i Ochrony Konsumentów.